# اریش هاگن
اریش هاگن (انگلیسی: Erich Hagen; ۱۱ دسامبر ۱۹۳۶ – ۲۶ مهٔ ۱۹۷۸) دوچرخه‌سوار اهل جمهوری دمکراتیک آلمان بود.
وی در مسابقات کشوری و بین‌المللی در مجموع برندهٔ ۱ مدال نقره شده‌است.